# Nestorianismo

Diócesis de la Iglesia Ortodoxa Oriental (principalmente en Egipto, Armenia, Siria, Nobatia, Eritrea y Etiopía) y, aún con mayor expansión (que es el área coloreada en este mapa), difisitas entre los y en el Irak, partes de Siria, Persia, el Asia Central, el suroeste de la India (región del Malabar), el Yemen (el Yemen parece haber sido un territorio oscilante entre el monofisismo y el difisismo), la isla de Socotora y acaso muy superficialmente en la Insulindia y península Malaya hasta, difusamente, zonas de China y el sur de Siberia (también se supone que influyó algo en las creencias del budismo lamaísta del Tíbet, especialmente en las zonas de Leh y Gilgit); en cuanto a la Arabia propiamente dicha esta región tuvo influjos cristianos orientales (sin contar los puntuales ubicados en Yemen y el Golfo Pérsico y algunas tribus árabes como las de los Banu Taghlib y los Banu Tamim, que eran cristianas) con un fuerte centro en la región de Nayrán y en el reino Lajmida, cuya capital principal se ubicó en la ciudad de Al-Hira, pero en cuanto a la "Arabia Profunda" el cristianismo no llegó a substituir (aunque sí las influenció) a las creencias tribales idólatras y fue suplantado luego del por el islam. Las cruces rojas, verdes y azules señalan la sucesión de diócesis y divisiones eclesiásticas similares que tuvo el cristianismo difisita o "nestoriano" en su apogeo durante la Alta Edad Media. Se debe tener en cuenta que los límites entre países corresponden a los límites actuales (año 2025).

El nestorianismo o difisismo (del griego δύς (dys) ‘dos’, y φύσις (physis) ‘naturaleza’) es un término utilizado en la teología cristiana y en la historia de la Iglesia para referirse a varios conjuntos de enseñanzas relacionadas entre sí pero doctrinalmente distintas. El primer significado del término está relacionado con las enseñanzas originales del teólogo cristiano Nestorio (m. 450 d. C.), quien promovió doctrinas específicas en los campos de la cristología y la mariología. El segundo significado del término es mucho más amplio y se relaciona con un conjunto de enseñanzas teológicas posteriores, que tradicionalmente se etiquetaron como nestorianas, pero que difieren de las enseñanzas de Nestorio en su origen, alcance y terminología.
La doctrina de Nestorio es una interpretación cristológica herética dentro del cristianismo que considera a Cristo radicalmente separado en dos naturalezas, una humana y una divina, ambas plenas de modo tal que conforman dos entes independientes, dos personas unidas en Cristo, que es Dios y hombre al mismo tiempo, pero formado por dos personas (prosopōn) distintas. Nestorio fue anatematizado en el concilio de Éfeso en el año 431 por denunciar el uso del título Theotokos («Portadora de Dios») para María, insistiendo en que esto comprometía la realidad de la naturaleza humana de Cristo. 
El nombre de «nestoriano» se usa también para referirse a la tradición o denominación de la Iglesia del Oriente, que se originó en Asia Menor y Siria y que incluía a la gran mayoría de los cristianos que vivían en Asia al este de la frontera del siglo V que separaba el imperio persa del imperio bizantino. La separación entre la Iglesia del Oriente y la del Occidente (el llamado «Cisma nestoriano») se consolidó durante el período inmediatamente posterior a los concilios de Éfeso (431 d. C.) y de Calcedonia (451 d. C.), en el que se se llegó a acuerdos cuestiones fundamentales de cristología, condenando las ideas de Nestorio. La perspectiva cristológica dominante entre los cristianos del lado persa—perspectiva que llamaban «nestoriana»—era que Cristo tenía dos naturalezas completas, perfectamente armoniosas entre sí, una divina y otra humana, mientras que la perspectiva dominante en el lado bizantino durante el período era que Cristo tenía una sola naturaleza, tanto humana como divina—una naturaleza que a los nestorianos les parecía problemáticamente menos humana que divina. Tal desacuerdo llevó a que la mayor escuela teológica de la región, la Escuela de Edesa, se viera forzada a trasladarse de Edesa en el Imperio bizantino a Nísibis en el Imperio persa sasánida, debido a su orientación nestoriana .Bajo la influencia de Barsauma, el metropolitano de Nísibis, la Iglesia persa reconoció a Teodoro de Mopsuestia, la principal autoridad teológica nestoriana, como guardián de la fe correcta, en febrero de 486. Esta posición fue reafirmada bajo el patriarca Babaí (497-502), y desde entonces la iglesia ha sido nestoriana.

## Inicio

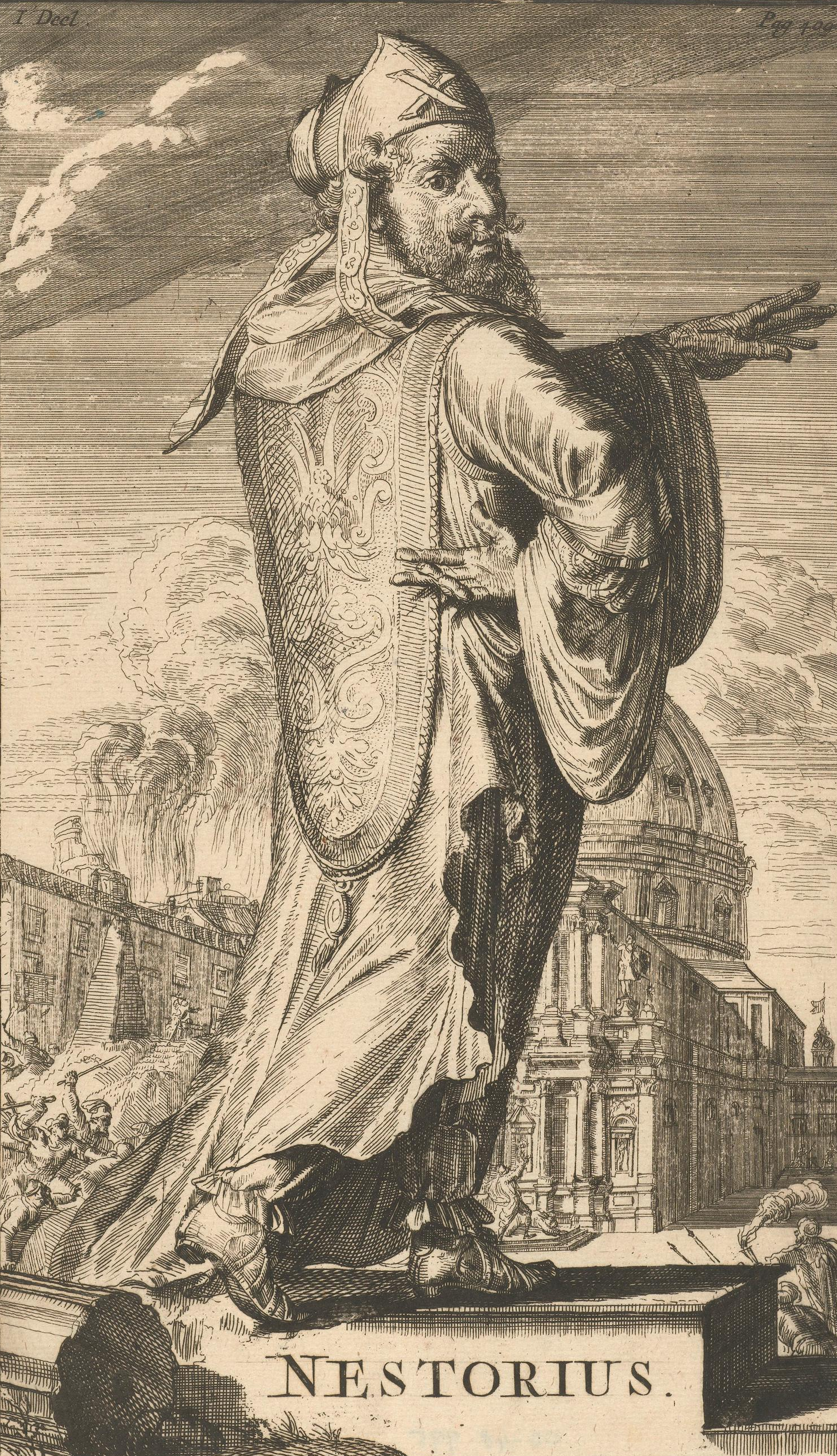
Nestorio, grabado de Romeyn de Hooghe

El difisismo surgió en el oeste cuando un monje llamado Liporio de Trier predicó que el Verbo Divino era una persona y el hombre Jesús otra. Por sus virtudes el hombre había merecido una unión cada vez más perfecta con la divinidad hasta convertirse en Dios. Este adopcionismo fue condenado por los obispos de Galia y Liporio huyó a Hipno donde el obispo San Agustín lo corrigió y reconcilió con la Iglesia. Liporio, arrepentido, se hizo sacerdote bajo la jurisdicción del santo. Esta controversia no resultó en un cisma en el occidente.
Enmarcado dentro de las disputas cristológicas que sacudieron al cristianismo en los siglos III, IV y V, el monje Nestorio, oriundo de Antioquía, una vez nombrado obispo de Constantinopla, comenzó a proclamar su doctrina, por lo que se enfrentó con Cirilo de Alejandría, obispo de dicha ciudad, que defendía la tesis de la unicidad de la persona de Cristo, Dios y hombre. Principalmente Nestorio sostenía que en el sujeto de Cristo había el hombre Jesús y el divino Logos de Dios. Para Nestorio, se pueden identificar y distinguir las operaciones del Logos y las que fueron propias a la humanidad.

## El concilio de Éfeso
Tanto los nestorianos como los partidarios de Cirilo fueron llamados al concilio de Éfeso en el año 431, convocados por el emperador Teodosio II y celebrado bajo la presidencia de los legados del papa Celestino. La disputa se centró fundamentalmente en torno al título con el cual debía tratarse a María, si solo Christotokos (madre de Cristo, es decir, de Jesús humano y mortal) o a lo más Theotdócos (portadora de Dios), como defendían los nestorianos, o además el de Theotokos (madre de Dios o madre María Santa Virgen  מִרְיָם בתולה קדושה, o sea, también del Logos divino), como defendían los partidarios de Cirilo. Finalmente se adoptó como verdad de doctrina la propuesta por Cirilo, y se le concedió a María el título de Madre de Dios, y los nestorianos o difisitas, fueron condenados como herejes.
Cabe destacar que esta discusión en cuanto al término Christotokos o Theotokos no tenía a María como centro de atención, sino que se enfocaba en la Cristología que suponía, es decir, si Cristo es un ser formado de dos personas (el Hijo que es Dios por una parte y Jesús entendido como el hijo humano de María por otra parte) en un solo ser (doxa nestoriana) o, por el contrario, la miafisita: doxa que proclama a Cristo ser una persona única: Dios encarnado con aspecto humano. El nestorianismo refutaba el concepto de encarnación, que estaba en juego al discutir los términos griegos anteriores y abrazaba el concepto de cohabitación o yuxtaposición.
La doctrina nestoriana, que sigue las enseñanzas del exégeta Teodoro de Mopsuestia, insiste en el carácter distintivo de la divinidad y humanidad de Jesús, lo que movió a los críticos de esta confesión a acusar a los nestorianos de creer que Cristo no era Dios, sino solo el hijo de María. Concretamente, Nestorio se oponía a que María fuera llamada Theotokos (Madre de Dios) porque le resultaba una incongruencia lógica y una blasfemia.

## Nestorianismo postefesio

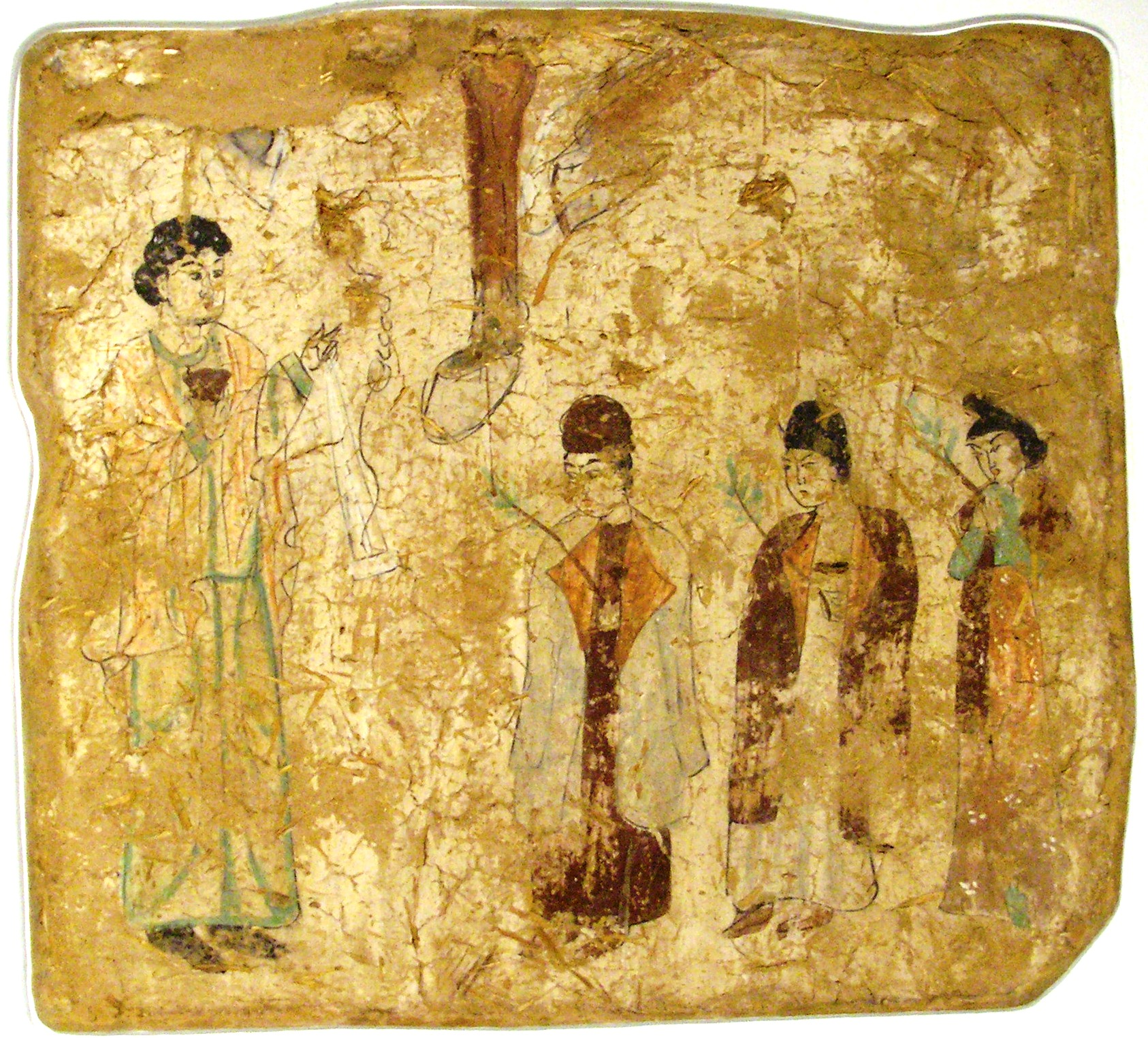
Representación del culto cristiano nestoriano; un sacerdote durante el Domingo de Ramos con hábito blanco (lo que en latín se denominaría alba), sostiene un cáliz en una de sus manos y con la otra bendice a la feligresía que porta palmas u otra hoja similar, murales del templo nestoriano en Qocho entre el siglo y.

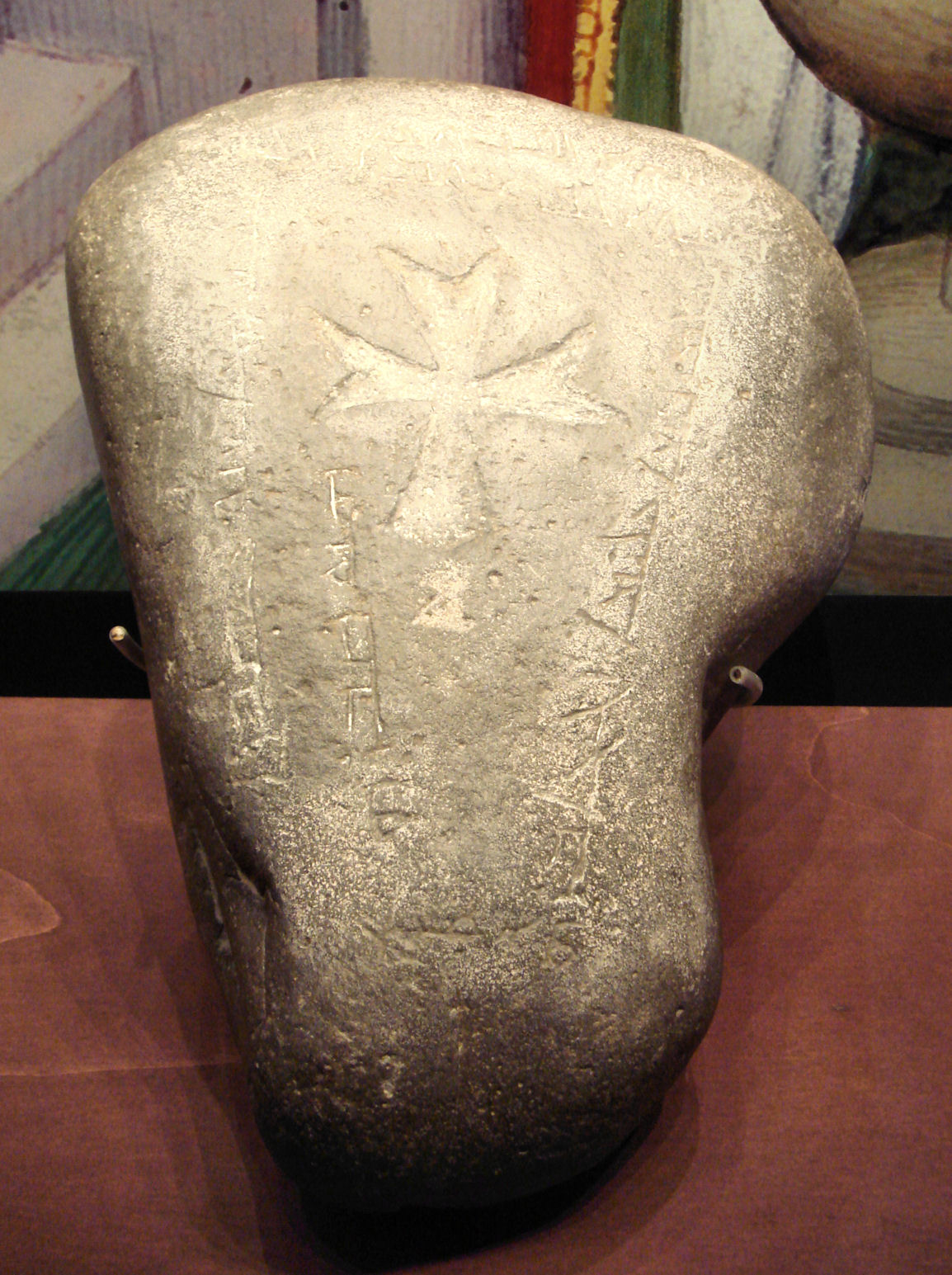
Inscripciones en una tumba Nestoriana en lengua uigur, encontradas en Issyk-Kul, y fechada en 1312.

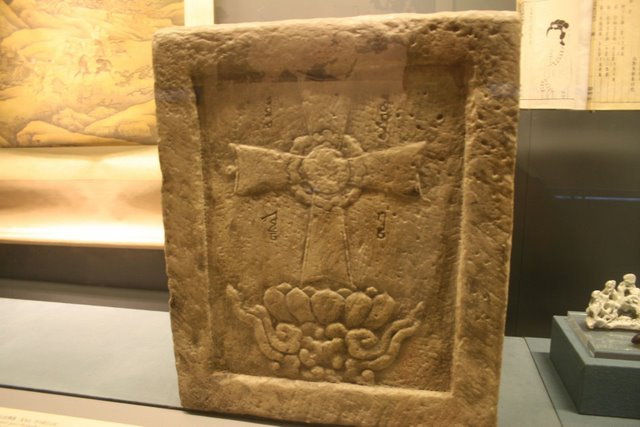
Inscripción de una Cruz Cristiana Nestoriana en China, Dinastía Yuan (1271-1368).

El nestorianismo fue desterrado del Imperio romano, y la diáspora nestoriana encontró refugio en el Imperio sasánida. Gran parte de los habitantes del imperio persa (en especial en Irak) y los Lajmidas abrazaron esta denominación cristiana conocida en el Imperio romano con el adjetivo de «nestorianismo».

Sedes episcopales cristianas difisitas o nestorianas en la Edad Media.

Provincias episcopales de la Iglesia Oriental difisita en el siglo (al no llegar a estar del todo organizada no aparece la de "Sinistán").

En magenta, en la actualidad, en Iraq, el asirio neoarameo es hablado principalmente en las llanuras de Nínive y en las poblaciones cercanas a Mosul, Duhok, Erbil y Kirkuk, en verde pueblos tunguses como los Kitáns y mongoles como los naimanos, keraitas entre otros que adoptaron el cristianismo difisita en la Edad Media, y en ocre los cristianos de Santo Tomás.

En Edesa fue Ibas quien en su cargo de director de la escuela de la ciudad hizo suyas y propagó las ideas de Nestorio. Sin embargo, allí los obispos antioquenos, en especial, Rábula se le enfrentaron. Así, el rey persa mandó expulsar a Ibas quien se refugió en Armenia y desde allí continuó extendiendo el nestorianismo.
Sin embargo, en 435, tras la muerte de Rábula, Ibas se presentó otra vez en Edesa (hoy Urfa) y fue elegido obispo. Solo hasta 448 tuvo que afrontar juicios de parte de sus compañeros en el episcopado por propagar el nestorianismo. Sin embargo, en 449 salió absuelto y unos meses después fue depuesto durante el Concilio de Éfeso II. El Concilio de Calcedonia lo repuso en su diócesis en 451. Murió en 457.
En 424, la Iglesia persa difisita se declaró independiente de la ortodoxa católica bizantina y todas las otras iglesias, con el fin de evitar acusaciones de lealtad a autoridades extranjeras, o sea, los emperadores persas sasánidas. Así fue que tras el cisma nestoriano, la Iglesia persa cada vez se alineó más con los nestorianos, en gran medida alentada por la clase dominante zoroastriana. En consecuencia, la Iglesia cristiana en el imperio persa se convirtió cada vez más a la doctrina nestoriana en las siguientes décadas, fomentando la división entre cristianismo calcedónico y el de los cristianos nestorianos. En 486 el Metropolitano de Nísibis, Barsaûma, aceptó públicamente como mentor a Nestorio y a Teodoro de Mopsuestia como su autoridad espiritual. En 489, cuando la Escuela de Edesa en Mesopotamia fue clausurada por el emperador bizantino Zenón por sus enseñanzas nestorianas, la escuela se trasladó desde su sede original a la ciudad de Nisibis, llegando a ser una nueva escuela cristiana difisita denominada Escuela de Nísibis, dando lugar a otra oleada de inmigración nestoriana hacia Persia. El patriarca persa Mar Babai I (497-502) logró reforzar la estima del cristianismo difisita por parte de los obispos en el imperio persa y sus zonas de influencia (por ejemplo entre los árabes Lajmidas) y con esto a las opiniones de Theodoro de Mopsuestia, consolidando con ello la adopción por la iglesia del Oriente del nestorianismo.
Serían sus discípulos los que propaguen ulteriormente el nestorianismo. Narsai funda en Nísibe una escuela como la de Edesa. Desde este centro, que llegó a ser el más afamado de la Iglesia persa, el nestorianismo se extendió por todo el imperio persa. En Bet Lapat se celebró un sínodo en el año 484, reunión donde se depuso al catholicós Babowai y se nombraba a Barsaumas (también transcripto como Barçauma, Barzauma o Barzaumas), discípulo también de Ibas. Este con el apoyo del rey Peroz I mandó encarcelar a Babowai quien fue luego ejecutado; luego de esto se eligió un nuevo katholikós: Acacio, antiguo compañero de Barsaumas.
Dado que el nestorianismo estaba prohibido en el Imperio bizantino, y dada la antigua enemistad entre ambos imperios, a Barsaumas no le costó nada hacer que el nuevo rey Balash apoyara su causa, considerada como una causa nacional. Balash ordenó incluso la expulsión de todos los cristianos que no fueran nestorianos.
En 497 se nombra a Babai como nuevo catholicós. Tras él la iglesia se dividió pues una parte del clero no estuvo de acuerdo con el nombramiento de Eliseo y nombró a Narsés como catholicós de Seleucia. No se logró la unidad hasta que Aba fue elegido catholicós o patriarca o (en siríaco) mar. La nueva guerra que se produjo con el imperio bizantino fue aprovechada por los grupos paganos para desatar una persecución contra los cristianos: pese a estar entonces firmemente establecido en el imperio de la Persia sasánida, el cristianismo difisita con centros en Nisibis, Ctesifonte, y Gundeshapur, y con varias sedes metropolitanas; la Iglesia nestoriana persa comenzó a extenderse más allá del Imperio Persa Sasánida. Sin embargo, durante el siglo VI esta iglesia fue acosada con frecuencia con las luchas internas y la persecución efectuada por los seguidores de Zoroastro. Tal lucha que llegó a ser interna llevó a un cisma, que duró desde el año 521 hasta alrededor del 539, cuando se resolvieron los problemas. Sin embargo inmediatamente después la guerra romano-persa llevó a una nueva persecución de la iglesia por el rey sasánida Cosroes I; esta persecución terminó en el año 545. La iglesia cristiana difisita sobrevivió bajo la dirección del patriarca Mar Abba I, quien siendo de origen zoroastriano se había convertido al cristianismo. Con la paz las cosas volvieron a la normalidad pero el rey de Persia intentó intervenir en los asuntos eclesiásticos reclamando para sí el nombramiento del catholicós. Llegó incluso a nombrar uno, José, que tuvo que deponer años después por presiones del clero. Otra guerra contra Constantinopla llevó nuevamente a dificultades a la Iglesia persa. Sin embargo, con la derrota total del imperio persa por parte de Heraclio (628) la iglesia alcanzó su independencia: el nuevo rey por temor a los bizantinos concedió la libertad a los cristianos y dejó que nombraran a su propio catholicós (cargo que estaba vacante desde 608).
La paz e independencia no duraron mucho ya que en 633 comenzaron las invasiones musulmanas que aniquilaron el imperio persa. Tras la total conquista del imperio persa por parte de los musulmanes en el año 644 la comunidad cristiana (obviamente incluyendo a la numerosa nestoriana) fue subordinada al rango de dhimmi. En Mesopotamia los cristianos fueron bien tratados por los musulmanes quienes los tomaron como educadores (fueron en gran medida los transmisores de la filosofía griega a los árabes islámicos) y especialmente como médicos y les dejaron libertad. Cuando la administración árabe se trasladó de Damasco a Bagdad, el catholicós también trasladó su sede, lo que le permitió ocupar cargos administrativos con los nuevos ocupantes. Fue la situación creada y la facilidad para optar a cargos administrativos lo que fue mermando a la iglesia nestoriana de Persia que para mediados del siglo VII había casi desaparecido de la costa del Golfo Pérsico aunque merced a misiones como la de Alopen se había difundido en Asia Central (Samarcanda etc) hasta llegar a China, Mongolia y la zona de Minusinsk.
Los patriarcas o católicos comenzaron entonces misiones para evitar que los cristianos se pasaran al islam (no se podía pensar, dadas las circunstancias, en convertir a los musulmanes). Impulsores de estas misiones fueron el katholikos o patriarcas o mar Ishoyabb y Jorge I (658-680).
De esta iglesia nestoriana procederán las primeras misiones a China (siglo VII), Asia central (Tíbet, India, Mongolia, Samarcanda, Manchuria).
La Iglesia Siria Oriental (miafisita) y la Iglesia Católica Apostólica Asiria del Oriente (difisita, es decir nestoriana) prosperaron acatando ciertas reglamentaciones de los «shahs» persas, entre otras aquella según la cual sus sacerdotes debían estar casados. En ese período prospera la escuela teológica de Edessa (hoy Urfa) y se destaca la figura del patriarca Bar Saumas quien tenía su sede en «Babilonia» (en realidad Ctesifonte y Nísibis). Aún en los primeros siglos de la conquista árabe del Cercano y Medio Oriente la iglesia que mantenía la doxología (conjunto de opinión) difisita o «nestoriana» mantuvo un fuerte impulso misional logrando un importante éxito en Asia central (por ejemplo en la ciudad de Samarcanda).

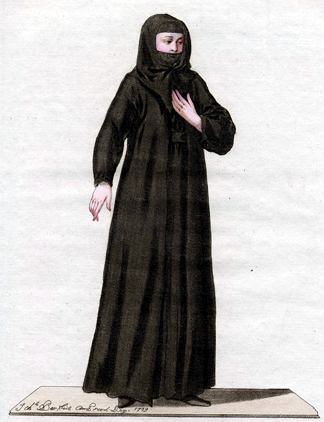
Pintura que retrata a una monja cristiana nestoriana, en el año 1779.

Los cristianos «nestorianos» fueron una genuina correa de transmisión del conocimiento científico y filosófico grecorromano (particularmente del aristotelismo) a la entonces incipiente cultura islámica (luego desde el islam este acervo de conocimiento volvió a Europa), así fue en la célebre Academia de Gundishapur constituida por sabios nestorianos y dedicada principalmente a la medicina; por tal motivo en el periodo inicial de los grandes califas omeyas destacaban familias de médicos (seguidores de las doctrinas científicas de Galeno) cristianos «nestorianos» curando a los califas y magnates, así todavía en los siglos IX y X se destacaron familias de médicos cristianos nestorianos como la de Yuhanna ibn Masawaih, cuyo nombre occidental es el de Ioannis Mesuae quien era integrante de una muy culta familia de Gundishapur, y luego la de su discípulo Hunayn ibn Ishaq cuyo nombre ha sido latinizado como Iohannitius. Hunayn ibn Ishaq se puso al frente de los traductores de las obras en siríaco, griego y sánscrito al árabe cuando el califa al-Mamun promovió la fundación de la Bayt al-Hikma (Casa de la sabiduría) en la capital califal que era Bagdad en el s. IX; también entre los siglos VIII a X se distinguió la familia de médicos cristianos nestorianos de los Bukhtishu o Bakhtishu o Bajtishu.
Las escuelas cristianas «nestorianas» prosperaron en centros como el de Gundishapur (Persia) y Muharraq (en el actual Baréin).
Mientras que las misiones cristianas nestorianas se difundieron entre los turcos orientales (como los uighures) y algunas tribus de mongoles pregengiskhánidas como los kitán, al parecer es en esa época cuando surge en Europa la leyenda parcialmente cierta de El Preste Juan, siendo «Juan» una alteración de la palabra khan.

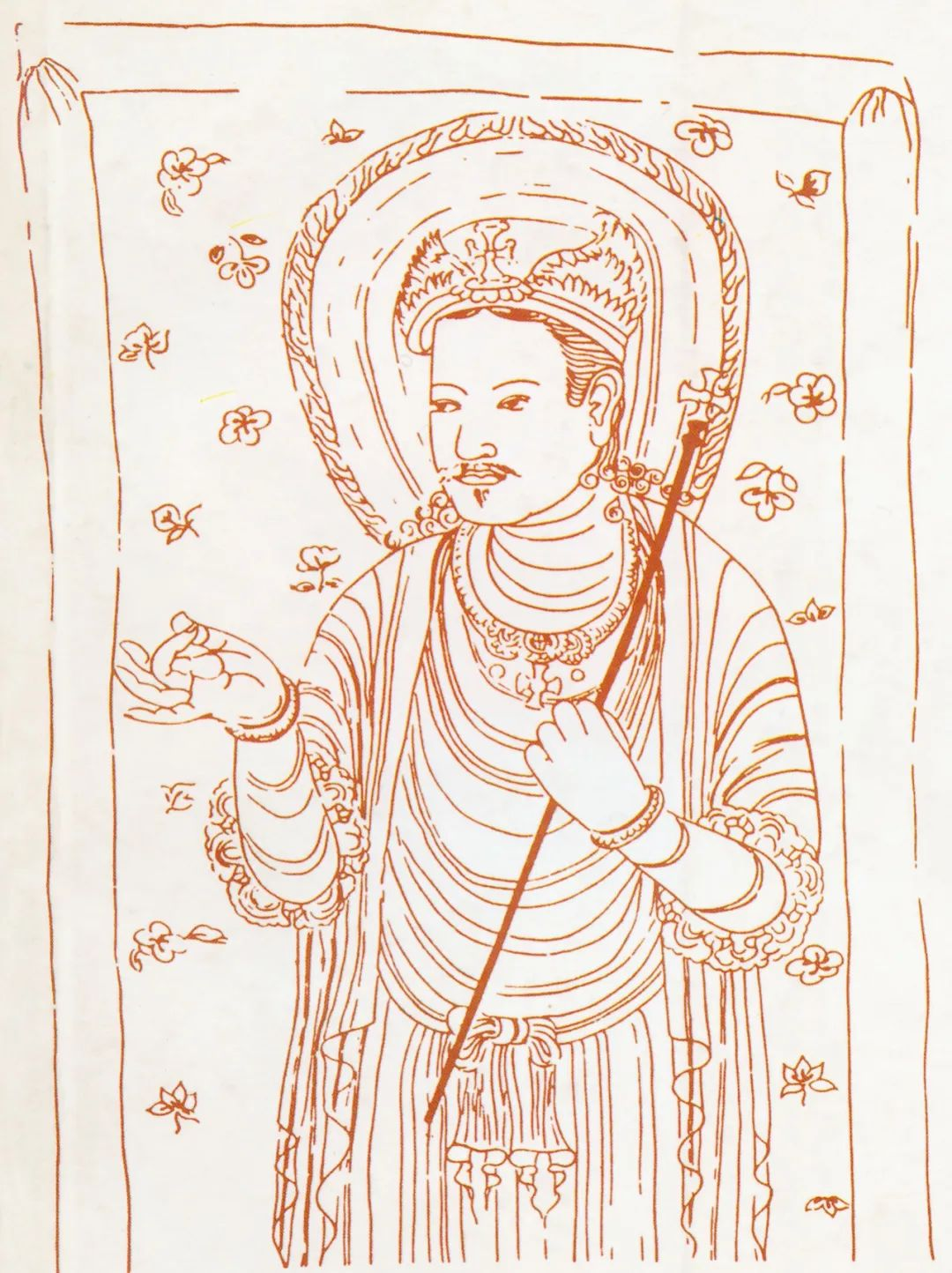
Imagen nestoriana de Jesucristo del, notar que además de ser representado con rasgos extremoorientales también se le pinta sincréticamente haciendo un mudra, más exactamente el: Shuni Mudra – El sello de la paciencia o ciencia de la paz–.

De este modo la cristiandad (de cuño nestoriano) llegó por primera vez a China hacia el año 635 cuando el misionero llamado en chino Alopen o Al Oben estableció una iglesia en la capital occidental durante el reinado de Taizong de la dinastía Tang, es decir, en la ciudad de Chang'an (actual Xi'an), de esa época data la célebre Estela de Siganfú. Sin embargo posteriormente el emperador Wuzong (840 a 846) prohibió las "religiones foráneas" como el budismo y el cristianismo.
La comunidad experimentaría un importante resurgimiento durante la dinastía Yuan. Marco Polo, durante el siglo XIII, y otros importantes escritores medievales (como el sacerdote católico italiano Pian del Carpine) señalaron la existencia de algunas comunidades cristianas nestorianas en el Medio Oriente, en la costa sudoeste de la India (el Malabar), en el Asia Central, en China y Mongolia. Rabban Bar Sauma, un viajero nestoriano originario de Shang-du (el Xanadú de los poemas de Coleridge, actualmente en Mongolia), llevó a un diplomático mongol del Khanato de Persia hasta las cortes de Constantinopla y Roma para discutir una posible alianza Franco-Mongola frente al avance musulmán de aquel entonces. Nuevamente debieron de soportar tiempos difíciles con la caída del poder mongol y finalmente desaparecerían de China en los tiempos de la dinastía Ming. Actualmente, el legado de los misioneros puede apreciarse en la arquitectura de antiguas iglesias levantadas en territorio de los actuales Irak, Irán e India. En 1260 un ejército cristiano (cuando aún gran parte de los turcos y mongoles se adherían al cristianismo "nestoriano") túrquico-mongol liderado por el líder cristiano nestoriano Kitbuqa o Quitbuka trató de recuperar la "Tierra Santa" para la cristiandad pero Kitbuqa fue derrotado por los musulmanes en la Batalla de Ain Yalut y luego de ser apresado fue ejecutado (según varias fuentes fue trucidado), es decir, puesto su cuerpo entre dos planchas de madera y luego aserrado por los musulmanes.
A finales del siglo XIV los ya previamente muy acosados cristianos de la Iglesia del Este ("nestoriana") fueron casi totalmente aniquilados por Tamerlán, quedando algunos bolsones de resistencia cristiana en lugares aislados y remotos como Qodshanes.
Hay que destacar que la rebelión de los Taiping, durante el siglo XIX, habría tenido líderes que practicaban una forma singular de cristianismo aunque en los Taiping no queda en claro si existió una antigua tradición cristiana nestoriana o si el influjo cristiano se debió a las misiones jesuíticas —católicas— o reformistas «protestantes» directamente procedentes de la Europa contemporánea.

## Nestorianismo en elsigloXXy en la actualidad

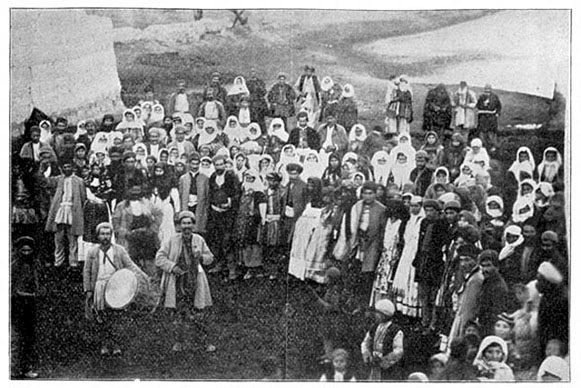
Boda Nestoriana - 1897.

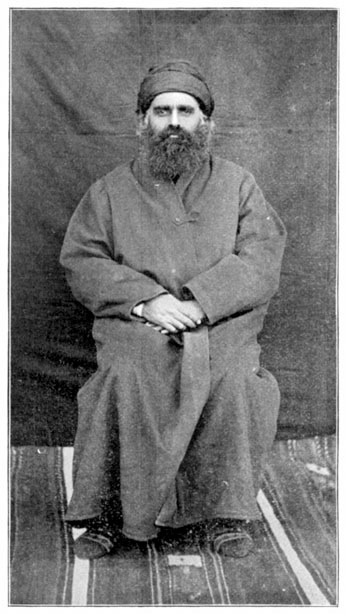
Patriarca difisita neoasirio Mar Robil (Ruben) Shimun XX fotografiado en 1897 en Qodshanes.

A fines del siglo XIX e inicios del siglo XX las comunidades cristianas difisitas o "nestorianas" que mantenían más fuerte su doxología eran las ubicadas en el norte de Irak (principalmente en torno a Mosul) y el Kurdistán (los montes Hakkâri, Yulamerk o "Çölemerik") y principalmente el valle del Gran Zab (zonas kurdas actualmente dentro del control turco), en el valle del Gran Zab se ubicaba el núcleo religioso de los asirios actuales (Suryoyo): la ciudad monástica de Kodshanes o Qodshanes al pie sudoriental de los montes Hakkâri casi totalmente destruida por los turcos durante la Primera Guerra Mundial; también otro núcleo de "asirios" (Suryoyo) cristiano-nestorianos se ubicaba en Urmiah (Azerbaiyán Persa). Durante la Primera Guerra Mundial y en tiempos de la Revolución rusa las fuerzas turcas llevaron a cabo una política de exterminio y "limpieza étnica" (la cual sufrieron asimismo los cristianos armenios y griegos) que padecieron los "nestorianos", el patriarca o Shimun debió refugiarse en Francia y luego Estados Unidos mientras gran parte de la población cristiana "nestoriana" era exterminada. Los asirios actuales que hablan el neorameo asirio turyoyo y tienen por propio gentilicio el de suryoyo o suryoye habitan principalmente en la zona de Tur Abdin, sin embargo en esa pequeña zona se mezclan los seguidores de la Iglesia ortodoxa siria monofisita con los, también cristianos asirios, seguidores del difisismo o nestorianos; ambas denominaciones de la cristiandad han sufrido y sufren persecuciones y genocidios, por parte de los turcos notoriamente a inicios del s. XX y luego a inicios del presente siglo XXI por los extremistas islámicos. 

Cabe hacer notar que en 1994 Mar Dinkha o (como se pronuncia en español: Mar Dinja) firmó con el papa católico Juan Pablo II una «Declaración cristológica común»:

Por eso, la Iglesia Asiria de Oriente ora la Virgen María como "Madre de Cristo nuestro Dios y Salvador." A la luz de esta misma fe la tradición católica la cual se dirige a la Virgen María como "Madre de Dios" y también como "la Madre de Cristo." Entre sí y que reconocen la legitimidad y la rectitud de estas expresiones de la misma fe y que respetan la preferencia de cada Iglesia en su vida litúrgica y la piedad. "

poniendo final las dos iglesias con la discusión bizantina entre las dos iglesias cristianas que se basaba en la doxa, controversia originada a partir de Nestorio. Se supone que tal entendimiento ecuménico proseguirá con Gewargis III y sus sucesores.
Todavía en algunas apartadas regiones del Próximo Oriente es posible encontrar nestorianos. Por su parte, los nestorianos se propagaron por Asia Central, llegaron hasta China, y durante un tiempo influyeron en los mongoles, aunque finalmente estos se decantaron por el lamaísmo y abandonaron el nestorianismo, lo que llevó a su extinción final en dichas regiones. Actualmente subsisten las iglesias nestorianas en la India, en Irak, Irán, China y en Estados Unidos y otros lugares donde a lo largo del siglo XX han migrado comunidades de los países citados.
En la actualidad hay dos patriarcas (desde 1976), uno de la Iglesia asiria del Oriente reside en Morton Grove, Illinois, en Estados Unidos; y el otro de la Antigua Iglesia del Oriente, reside en Bagdad, Irak. Hay otras iglesias que tiene las mismas tradiciones, pero no están en comunión, como la Iglesia Católica-Apostólica del Oriente en Brasil.
La mayoría de los nestorianos o difisitas, cuyo número asciende a más de medio millón de personas a inicios del año 2016, vive en una zona hace un par de siglos repartida entre Irak, Siria e Irán, donde se les conoce por regla general como asirios, soliendo autodenominarse nasranim, este nombre es mantenido también en la India por la Iglesia Siria Malabar Nasrani. En el siglo XIX y el XX parte de los difisitas del Irak (especialmente los que habitaban en las proximidades de Mosul) se unieron a la Iglesia católica tomando el nombre de cristianos caldeos o kaldani los cuales han sufrido fuertes persecuciones en el año 2015.
Tal cual ya se ha señalado, la Iglesia nestoriana tuvo un papel fundamental en la conservación de antiguos textos griegos que fueron traducidos al siríaco (una rama del arameo). Más tarde serían traducidos al árabe y (ya desde el siglo XIII) al latín.